# Achille Schelstraete
Achille Schelstraete est un footballeur belge né le 31 janvier 1897 à Bruges et mort le 4 décembre 1937 à Ypres (Belgique).
Il a évolué comme milieu de terrain au Cercle Sportif Brugeois au début des années 1920 puis à Courtrai Sport
En équipe de Belgique, il joue sept matches et marque un but. Il a joué un match aux Jeux olympiques de 1924 à Paris.

## Palmarès
- International belge de 1923 à 1924 (7 sélections et 1 but marqué)
- première sélection : le 4 février 1923, Belgique-Espagne, 1-0.
- Participation aux Jeux olympiques 1924 (joue un match)
- International militaire